# Asopo (Laconia)
Asopo (in greco antico: Ἀσωπός?) era una polis dell'antica Grecia ubicata in Laconia.

## Storia
Strabone la cita ma non da indicazioni sulla zona della Laconia in cui era ubicata.
Pausania la indica a sessanta stadi da Acrea e sede di un tempio di imperatori romani, mentre un santuario in onore di Asclepio era situato ad una distanza di dodici stadi dalla città e nell'acropoli, un santuario di  Atena Ciparisia. Aggiunge che nella palestra si adoravano alcune ossa umane di dimensioni straordinarie e ai piedi dell'acropoli c'erano i resti di una città chiamata Ciparisia dagli Achei. Cita anche un altro santuario di Asclepio a circa quindici stadi, che si trovava in un luogo chiamato Hiperteléaton.
Viene localizzata nei pressi dell'antica Ciparisia, in una città chiamata Plitra situata nel golfo formato dalla penisola di Xylí, nella parte orientale del golfo di Laconia.